# Tendó extensor comú
El tendó extensor comú és un tendó que s'uneix a l'epicòndil humeral
Serveix com a punt de fixació superior per als músculs extensors superficials de la part davantera de l'avantbraç:
- Extensor radial curt del carp
- Extensor comú dels dits de la mà
- Extensor propi del menovell
- Extensor cubital del carp[1][2]

El tendó de l'extensor radial curt del carp sol ser el tendó més important al qual es fusionen els altres tendons.